# Университетский акт
Университе́тский акт и торжество́ — в Российской империи с конца XVIII века название ежегодного торжественного собрания и праздника по случаю университетского юбилея. Традиция «годичного» собрания всех факультетов и общего празднования продолжалась весь XIX век и имела большое значение для общественной жизни каждого университетского города, прежде чем в 1890-е годы выродилась в чисто формальное мероприятие. На «акте» зачитывались годовой отчёт и обзоры научных трудов, профессорами произносились речи. Как памятные знаки выпускались специальные медали.

## Московский университет (XVIII век)
В Московском университете традиция завершения учебного года торжественным актом сложилась в XVIII веке. Акт проводился в первых числах июля в Большой аудитории и открывался под музыку установленного там органа и пение певчих. Публика выслушивала речи двух профессоров (обычно на латыни и предварительно розданные собравшимся). Объявлялись имена «новопроизведённых» докторов, магистров и кандидатов; вручались награды за лучшие студенческие диссертации (две золотые и шесть серебряных медалей) и вручались шпаги новым студентам. После заключительной благодарственной речи ректора публику приглашали в университетский музей.

## Дерптский университет (с 1803)
Для Дерптского университета (ныне Тарту, Эстония) днём ежегодного университетского акта и торжества стала дата «Акта постановления для Императорского университета в Дерпте», подписанного императором Александром Первым 12 декабря 1802 года.

## Санкт-Петербургский университет (с 1834)
В Санкт-Петербургском университете, открытом для обучения с 1724 года, традиция актов возникла в 1830-е годы. Поначалу не было особой даты; на первом акте, состоявшемся 20 сентября 1834 года, с отчётом выступал профессор Бутырский, а речь произносил на французском языке профессор Фишер. В 1835 году был принят новый университетский устав.
Когда Здание Двенадцати коллегий было перестроено, в его центре появился актовый зал, и первый университетский акт в новом зале был организован 25 марта 1838 года. Речь произносил ректор Шульгин, профессор Никитенко — «Похвальное слово Петру Великому», а благодарность императору на латинском языке зачитывал профессор Грефе. Памятная медаль акта 1838 года имела с одной стороны профиль Петра I, а с другой — аллегорию России в виде женщины-богини со щитом.
В 1839 году было принято решение, что «Петербургский университет избрал к совершению торжественных своих актов на будущее время 25 марта, день своего обновления», но уже в 1844 году ректор П. А. Плетнёв изменил дату торжественного акта на 8 февраля и к этому дню написал сочинение «Первое двадцатипятилетие Императорского Санкт-Петербургского университета», чтение которого заняло на торжестве более трёх часов и вызвало тоску и уныние среди присутствовавших.

### 50-й юбилей
Традиция 8 февраля закрепилась, как и отсчёт истории университета с 1819 года, как императорского, — без учёта времени существования университета в стенах Академии наук (с 1724). Поэтому в 1869 году акт был особенный, он отмечал пятидесятилетний юбилей императорского университета. На трёхдневные торжества (7-9 февраля) были приглашены представители всех русских высших учебных заведений и учёных обществ, а также более тысячи бывших студентов 47-и выпусков (1822—1868). Из-за многочисленности приглашённых общее собрание перенесли в зал Дворянского собрания. Профессор В. В. Григорьев описал пятидесятилетнюю историю учебного заведения (изд. 1870). Выступали ректор К. Ф. Кесслер, министр просвещения Д. А. Толстой, зачитавший распоряжение императора Александра II об учреждении 100 студенческих стипендий (300 рублей в год на учащегося) и выделении 20 тысяч рублей как единовременной помощи нуждающимся студентам.

### 75-й юбилей
Следующий юбилей — семидесятипятилетие в 1894 году — был более скромным. Был издан двухтомник «Биографический словарь профессоров и преподавателей Императорского Санкт-Петербургского университета. 1869—1894» (изд. 1896—1898).
Акт 8 февраля 1881 года был отмечен студенческой демонстрацией против министра народного просвещения А. А. Сабурова, которому было нанесено публичное оскорбление в виде пощёчины. Акт 1899 года вылился в первую общероссийскую студенческую забастовку: речь ректора В. И. Сергеевича была освистана студентами, которые затем, распевая «Марсельезу», вышли на улицу, но у Румянцевского сквера были жестоко избиты полицией.

### 100-й юбилей
Столетний юбилей (1919 год) проходил в условиях Гражданской войны, до которой были выпущены только список профессоров и преподавателей всех факультетов (1819—1916) и «Материалы по истории С.-Петербургского университета. Т.1., 1819—1835 гг.» с историческим очерком С. В. Рождественского и статьёй П. Н. Столпянского об университетских зданиях. Торжества проходили три дня: в актовом зале университета 8 и 9 (по новому стилю 21 и 22) февраля, спектакль в честь университета «Сказание о граде Китеже» Мариинского театра вечером 22 февраля и заседание в зале Александринского театра 23 февраля. Выступали ректор В. М. Шимкевич, профессора С. В. Рождественский и Ф. Ф. Зелинский, студент К. Н. Птицын; новую власть представлял нарком просвещения А. В. Луначарский. В зале Александринского театра слушали профессора О. Д. Хвольсона и студента П. Ю. Яновского, затем там прошёл театральный литературно-художественный концерт, организованный Л. С. Вивьеном.